# Mera (filla de Pretos)
D'acord amb la mitologia grega, Mera (en grec antic Μαῖρα, Maira), va ser filla de Pretos, rei d'Argos, i d'Antea.
Seduïda per Zeus, va ser la mare de Locros. Formava part de l'estol d'Àrtemis, i la deessa, en saber que havia mancat al vot de castedat, la travessà amb una sageta.